# Кози Корпеш — Баян Сулу

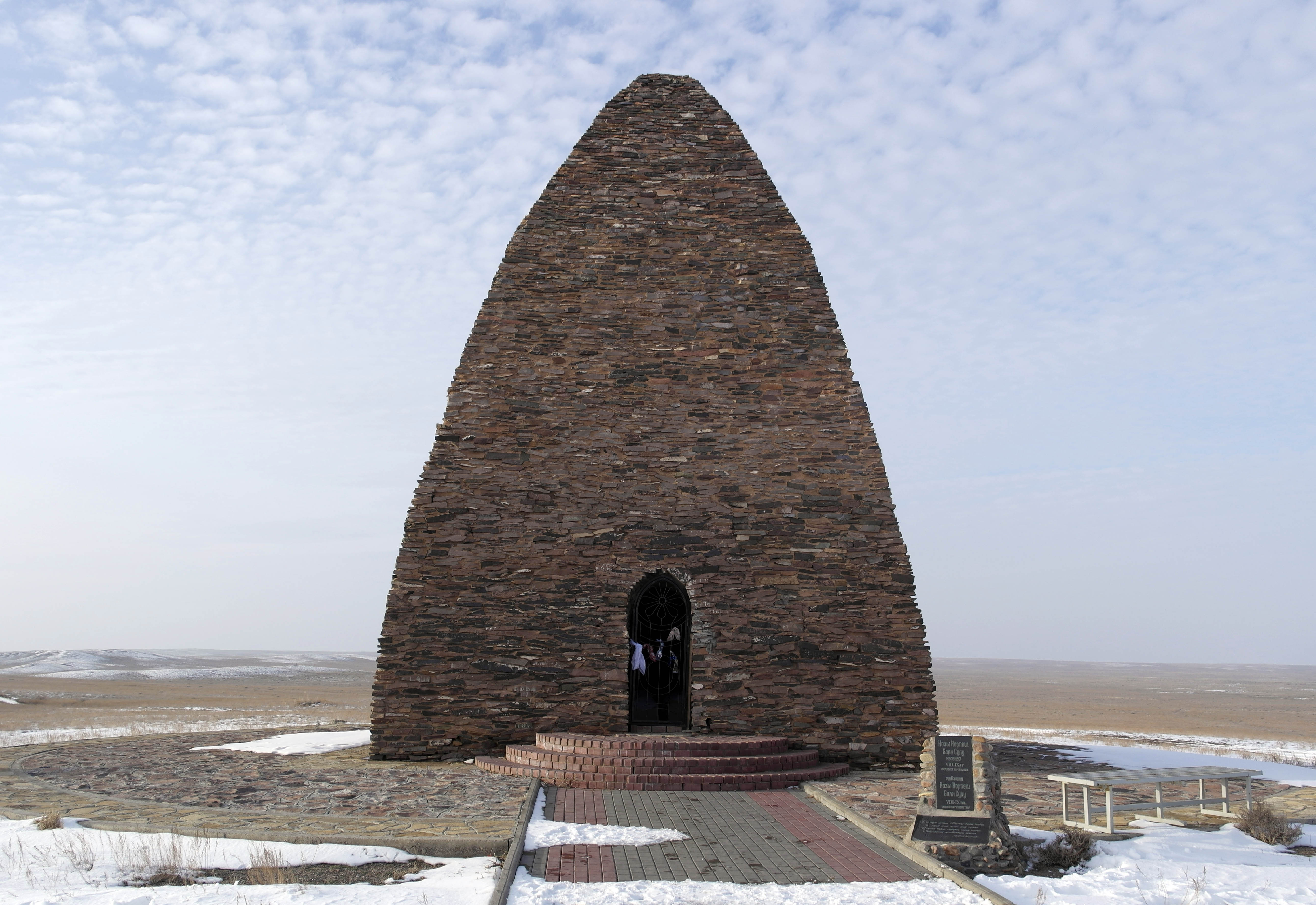
Мазар Кози Корпеш і Баян Сулу

Кози Корпеш і Баян Сулу (каз. Қозы Көрпеш — Баян Сұлу жырланып) — казахська легенда, лірико-епічна поема XIII — XIV століть, записана в середині XIX століття. Поема була відома в усних варіантах у виконанні акинів Сибанбая, Бекбая, Жанака, Шоже. З близько двадцяти відомих її варіацій найвідоміша поема Жанака. У письмовому варіанті найпоширеніші версії, записані збирачами фольклору Саблуковим (1831), Дербисаліним (1834), Фроловим (1841), Валіхановим (1856). У Східноказахстанській області в Аягозькому районі біля станції Тансик є стародавній мавзолей «Кози Корпеш — Баян Сулу мазар».

## Сюжет
Старовинна легенда про трагічне кохання Кози Корпеш і Баян Сулу говорить: друзі з дитинства Сарибай і Карабай поклялися одружити своїх дітей, яких ще до появи на світ заручили. Не дочекавшись народження сина, помирає під час полювання Сарибай. Підростаючі Кози і Баян, ще не бачили один одного, але пов'язані узами шлюбного договору, нарешті, полюбили один одного. Проходить час і Карабай змінює життєві плани. Він обіцяє віддати свою дочку за місцевого палуана Кодара, який одного разу врятував його отари від джуту. Кодар стає перешкодою між закоханими. У цьому вічному трикутнику першим склав буйну голову Кози. Зажурена Баян, щоб помститися вбивці, вдається до хитрощів. Вона обіцяє вийти заміж за Кодара, якщо той вириє для неї криницю з джерельною водою. Кодар береться за роботу, дедалі заглиблюючись, тримаючись за довгі коси Баян. Дівчина несподівано відрізає коси: Кодар залишений в колодязі вмирає. Тим самим Кози відомщений. На його могилі героїня легенди заколює себе кинджалом.

### Головні герої
- Кози — головна героїня; незважаючи на всі труднощі, з якими стикається, він проявляє справжнню любов і вірність коханому;
- Баян — позитивний герой, коханий Кози; вірний і відданий своєму коханню, бореться за свої почуття;
- Кодар — негативний образ, наречений Кози; персонаж, що розбиває щастя двох закоханих Кози і Баяна;
- Сарибай — батько Кози; хоробрий і розумний чоловік;
- Карабай — батько Баяна; негативний герой,лицемірна, підступна і корислива людина;
- Айбас — позитивний герой, старий Айбас має дуже приємний характер;
- Аймен Тансик — дочка Карабая.

## Дослідження та переклади
Поема «Кози Корпеш — Баян Сулу» зацікавила Пушкіна під час його приїздки до Оренбурга, куди він направився для збору інформації про селянське повстання Пугачова для «Історії пугачовського бунту» і повісті «Капітанська дочка». Згодом у його архіві виявили поему, її текст був опублікований у 1837 році в «Віснику Пушкінської комісії». Це запис на п'яти аркушах, зроблений рукою невідомого людини. Пушкінський запис дещо розходиться з загальнопоширеним варіантом. Краєзнавець з Уральська Микола Чесноков стверджував, що поему записав яїцький козак, який володів казахською. Однак найімовірніше, що поетові казахську поему записали люди з Бокеєвської ставки хана Молодшого жуза, які добре володіли російською мовою. Є припущення, що на основі «Кози Корпеш — Баян Сулу» Пушкін мав намір написати власну поему, але йому завадила рання смерть.
У 1865 році переказ поеми був виданий російською мовою, вона увійшла до академічної збірки В. Радлова виданої у 1870 році «Зразки народної літератури тюркських племен, що живуть в Південному Сибіру і Дзунгарському степу» (рос. «Образцы народной литературы тюркских племен, живущих в Южной Сибири и Дзунгарской степи»).
Великий внесок у вивчення цього епосу зробив Мухтар Ауезов. Мухтар Омарханович вперше видав варіант Жанака спочатку в 1925 році в Москві, а у 1936 — повний текст епосу в Алма-Аті. В наступні роки Ауезов написав ряд робіт про «Кози Корпеш і Баян Сулу». Найоб'ємніші з них: «Кози Корпеш і Баян Сулу» в збірнику «Мысли разных лет» (Алма-Ата, 1961, с. 395); і стаття «Кози Корпеш і Баян Сулу» в першому томі «Козак әдебіетінін таріх» (Алма-Ата, 1960, с. 511). Настільним для кожного, хто вивчає епос про Кози і Баян є книга Алькея Маргулана «Кози Корпеш — Баян сулу кешені» (Алмати, 1994), яка являє собою результат багаторічної копіткої і сумлінного дослідження автором творчої історії та художньої своєрідності культурної пам'ятки казахського епосу.
Поема отримала високу оцінку С. А. Кастанье, М. А. Абрамова та інших учених. Історичне значення поеми вивчали Малік Габдуллін, Ісхак Дюсенбаєв, Ауелбек Кониратбаєв. На їх думку конкретні назви місцевості, річок (Аягуз, Урджар, Лепси тощо) свідчать про реальні історичні умови формування епосу.

## Аналоги поеми в інших народів
У фольклорі деяких сусідніх з казахами, тюркських народів існують свої варіанти цієї поеми: приміром, у барабинских татар вона називається  «Кози Корпеш», у алтайців — «Кози Еркеш», у башкирів — «Кузийкурпяс і Маянхилу».

## Театральні і кінопостановки
На основі поеми була написана п'єса «Кози Корпеш — Баян Сулу» Габіта Мусрепова. Чотириактова трагедія була завершена у квітні 1939. Прем'єра відбулася 29 квітня 1940 року в Казахському академічному драматичному театрі імені Мухтара Ауезова. Трагедія Габіта Мусрепова неодноразово перекладалася іншими мовами. У 1950 році Московський художній театр поставив її під назвою «Легенда про любов», а у 1954 році вийшов художній фільм за сценарієм Мусрепова «Поема про кохання».
У 1992 році відомий казахський режисер і актор Асаналі Ашимов зняв кінофільм «Кози Корпеш — Баян Сулу».
В 2014 році студія Azia Animation випустила повнометражний 11-ти серійний анімаційний фільм  в форматі 3D за мотивами казахського народного епосу «Кози-Корпеш і Баян-Сулу» (автори Артур і Ігор Краус).
Наприкінці 2017 року на першому національному телеканалі Казахстану Qazaqstan почався показ 6-ти серійного телесеріалу «Баян сулу» продюсера Баян Алагузової (Єсентаєвої), знятого продюсерським центром Esentai на замовлення Міністерства інформації та комунікацій Казахстану. Фільм викликав неоднозначну реакцію глядачів

## Цікаві факти
- З 1999 року в Казахстані день 15 квітня, коли християни відзначають день закоханих — День святого Валентина, відзначається День Кози Корпеш — Баян Сулу[3].